# إدوارد هولبرووك ديريك
إدوارد هولبرووك ديريك (بالإنجليزية: Edward Holbrook Derrick)‏ هو عالم أمراض أسترالي، ولد في 1898، وتوفي في 1976.

## وصلات خارجية
- إدوارد هولبرووك ديريك على موقع الموسوعة البريطانية (الإنجليزية)